# Рух за свободу Палестини
Рух за свободу Палестини (араб. حركة فلسطين حرة) є палестинсько-сирійсько збройним рухом і громадською організацією, очолюваною бізнесменом Ясером Кашлаком і підтримуємою баасістским урядом в Сирії . Організація виступає проти існування Ізраїлю і була відома в основному політичною активністю та соціальними послугами на користь палестинців у Сирії та секторі Гази до 2012 року. Однак після початку Громадянської війни в Сирії Рух за вільну Палестину створив власне ополчення і з тих пір відкрито воював за сирійський уряд проти різних повстанських угруповань.

## Історія

### Ранні заходи
Рух за вільну Палестину заснував Ясер Кашлак, народжений у Сирії палестинський бізнесмен із значними статками який очолює кілька організацій, включаючи Ліванський інститут міжнародних досліджень, Сирійсько-палестинінський інвестиційний дім, Клуб бізнесменів Палестини, а також володіє невеликою ліванською газетою. Крім того, Ясер відомий своїми антисемітськими поглядами, неодноразово називав євреїв «відходами європейського сміття», «бандою вбивць злочинців» та «людськими шматками бруду» яких слід депортувати до Європи. Він також заявив, що «немає причин для співіснування» між ізраїльтянами та палестинцями, оскільки останні повернуть свої землі і «вполюють [ізраїльтян] і притягатимуть їх до кримінальної відповідальності за їхні масові вбивства». Ясер, хоча і близький до сирійського уряду, заперечує будь-які зв'язки з «Хезболою» .
Коли Ясер вперше став політично активним у палестинському таборі Ярмук в Дамаску в 2003 році, він, представив себе як підтримника Другої Інтифади . З тих пір він організував Рух за вільну Палестину як громадську організацію, яка надавала соціальні послуги палестинцям у Сирії та збирала підтримку уряду Баас. Експерт Атлантичної ради Том Роллінз також стверджував, що ця організація служить «засобом для політичних амбіцій [Ясера Кашлака]». За словами Кашлака, Рух за вільну Палестину брав участь в організації Флотилії свободи II для сектору Гази в 2010/11 роках.

### Громадянська війна в Сирії
Після початку Громадянської війни в Сирії Рух за вільну Палестину почав набирати людей в провладні ополчення і в 2012 році заснував власне воєнізоване крило " Щити Аль-Акси ". Збройні сили Аль-Акси в основному діють у Дамаску особливо після неформальної угоди про розподіл влади між Рухом за вільну Палестину та іншою провладною організацією « Фатах аль-Інтіфада» у 2016 році. Відповідно до цієї угоди Ясер Кашлак заплатив Фатаху аль-Інтіфаді значну суму за передачу частин їхньої передової в таборі Ярмук Руху вільної Палестини. Як наслідок, Ясер та його рух могли отримати «цінний політичний капітал» як захисники Ярмука, що має велике символічне значення для палестинської діаспори, тоді як «Фатах аль-Інтіфада» отримав вкрай необхідні кошти. З тих пір Рух за вільну Палестину в основному боровся з бойовиками «Ісламської держави Ірак» та «Левант» у таборі Ярмук, зокрема беручи участь у наступальних операціях у Південному Дамаску в березні , квітні та травні 2018 року . В останній операції військовий командир організації Саед Абд аль-Аал був поранений в бою. Бійці Руху за вільну Палестину також воювали в інших районах Дамаска, в тому числі в Харасті в серпні 2017 року та в Аль-Шагурі під час наступу Ріфа Дімашка на початку 2018 року .
Хоча діяльність «Руху за вільну Палестину» зосереджена в основному в Дамаску, відомо, що ця організація також надала сили на фронти в інших регіонах Сирії. У помітному інциденті в травні 2013 року " батальйони Абд аль-Кадір аль-Хусайні ", ще одна збройна група, пов'язана з цим рухом, вистрілила два мінометних снаряди по позиціях Сил оборони Ізраїлю на горі Хермон . Як повідомляється, це було зроблено в пам'ять про День Накби . Війська Руху за вільну Палестину також діяли в Хамі наприкінці 2017 р. і вели битву під Дейр-ез-Зором (вересень — листопад 2017 р .).
Після того, як у травні 2018 року табір Ярмук був повністю забезпечений урядовими силами, деякі місцеві жителі почали спалювати власні будинки, щоб запобігти розграбуванню. У відповідь Рух за вільну Палестину заявив, що цим людям доведеться відповідати за свої дії і що він намагатиметься запобігти подальшим спаленням. Група разом з Ас-Саїкою та Фатахом аль-Інтіфадою також почала звільняти багатьох своїх бойовиків через зменшення потреби в них та відсутність коштів. Однак командуючий Саед Абд аль-Аал заперечив це і заявив, що Рух за вільну Палестину просто перемістив своїх бойовиків з Дамаска в інші зони бойових дій. Коли в кінці липня 2018 року ірландська парламентська делегація відвідала табір Ярмук, щоб оцінити шкоду, завдану багаторічними боями, її супроводжував Саед Абд Аль-Аал. Рух за вільну Палестину взяв участь у фестивалі на честь Ясіра Арафата 11 листопада 2018 р.
На початку 2019 року Рух за вільну Палестину направив загони для участі в операціях з протидії повстанцям в провінції Дейр-ез-Зор і ввів свої війська в наступ на Північно-Західну Сирію (квітень — серпень 2019 року) . В ході останньої кампанії його війська вели бої під Халфая і Аль-Зака . У жовтні 2019 року невідомі нападники в Даелі застрелили члена FPM. Тим часом ФПМ продовжував демобілізувати бійців через брак коштів. З кінця 2019 року війська партії брали участь в урядовому наступі в Північно-Західній Сирії (грудень 2019 — березень 2020) . Приблизно в той же час Рух за вільну Палестину діяв також у мухафазі Латакія, де один із її бійців був убитий у Салмі .
Після завершення наступу на північно-західну Сирію рух «Вільна Палестина» продовжував активно діяти в Ідлібі, де він тримав прикордонні пункти на передовій. У лютому 2020 року під час зіткнень в регіоні було вбито сім членів групи.

## Організація
Рух за вільну Палестину офіційно очолює Ясер Кашлак тоді як Саед Абд аль-Аал виконує функції командувача воєнізованим крилом організації. Збройні сили Руху за вільну Палестину були названі «ополченцями з ганчіркою» до них входять Сарая Бадер, Сили щиту Аль-Акса, а також Абд аль-Кадір аль-Хусайні Батальйони. Як інші провладні ополчення в Сирії, Рух за вільну Палестину залучає новобранців відносно високою щомісячною зарплатою, оскільки багато молодих сирійських палестинців перебувають у складних економічних умовах через громадянську війну та масове безробіття. До листопада 2018 року 24 бійці загинули під час боїв у Сирійській громадянській війні за FPM.

## Зазначені злочинні дії та військові злочини
Згідно з опозиційним сайтом Zaman AlWasl та іншими слідчими, двоє (колишніх) членів Руху за вільну Палестину, а саме Мофек Алдауах та Махмуд Арнаоут, брали участь у військових злочинах під час громадянської війни в Сирії. Вони нібито націлювали та вбивали мирних жителів під час облоги табору Ярмук. Крім того, Заман Аль-Васл звинуватив Мофека у декількох випадках зґвалтування в таборі Ярмук. За словами місцевих активістів, Рух за вільну Палестину також бере участь у злочинних бізнес-схемах, які тиснуть на жителів табору Ярмук з метою продажу майна, щоб створити місце для великого плану реконструкції міського пейзажу.